# Mary Goodnight
Mary Goodnight é uma personagem do livro e do filme 007 contra o Homem com a Pistola de Ouro, nono da franquia cinematográfica do espião britânico James Bond, criado pelo escritor Ian Fleming.

## Características
Enquanto no livro Goodnight é uma secretária da seção 00 do MI-6 – que também aparece em mais outras duas novelas do espião, 007 A Serviço Secreto de Sua Majestade e Com 007 Só Se Vive Duas Vezes – no filme, o único em que participa, ela é uma agente do serviço secreto britânico, aliada de 007 na caça ao assassino profissional Francisco Scaramanga, o Homem da Pistola de Ouro.

## Filme
Uma personagem levemente inepta e trapalhona, Goodnight, funcionária do MI-6 baseada em Hong Kong, encontra Bond pela primeira vez na cidade quando ele está seguindo Andrea Anders, amante de Scaramanga, para conseguir localizar o assassino. Ela bloqueia inadvertidamente o táxi em que o espião se encontra, fazendo-o perder a presa, mas o leva até o hotel de Anders, por reconhecer que o Rolls-Royce dela era uma cortesia aos hóspedes do Peninsula Hotel.
Seu interesse romântico e amoroso por Bond é sempre interrompido de alguma maneira no filme, o que faz dela uma bond girl peculiar. Suas tentativas de levar o espião para a cama são sempre impedidas, como quando se prepara para dormir com ele no quarto do hotel mas os dois são interrompidos pela chegada de Anders, o que faz com que Goodnight tenha que dormir dentro de um armário.
Apenas no fim do filme, depois de ser raptada por Scaramanga e salva por Bond, que explode a base e as instalações da luxuosa ilha do assassino com a ajuda de Goodnight - ela empurra um dos capangas do vilão dentro de um tanque de hélio líquido, provocando o aumento da temperatura e a explosão do tanque que leva a ilha pelos ares - é que ela consegue finalmente ter Bond em seus braços, no junco do assassino em que fogem da praia, durante a destruição da ilha. Mas não sem antes serem obrigados a impedir a tentativa de assassinato dos dois pelo anão e capanga de Scaramanga, Nick Nack, que depois de dominado faz a viagem de barco preso numa gaiola de madeira, suspensa no alto do mastro principal da embarcação. 

## Atriz
Mary Goodnight foi interpretada no cinema pela atriz sueca Britt Ekland, que havia sido escalada primeiramente para ser a bond girl secundária, Andrea Anders, mas fez os produtores mudarem de ideia quando a viram de biquíni. Ekland, por sinal, queria ser uma bond girl desde a adolescência, quando viu Ursula Andress saindo do mar num biquíni branco em 007 contra o Satânico Dr. No, primeiro filme da série, de 1962. 